# Independencia (Provinz)

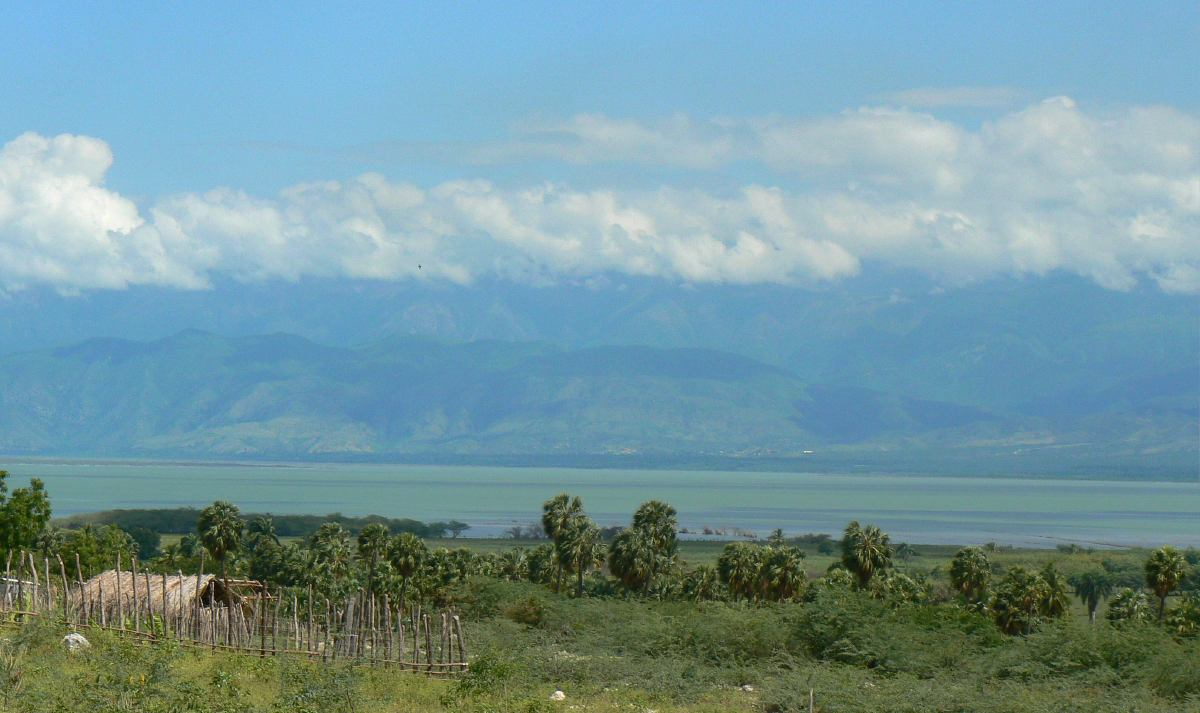
Der Lago Enriquillo mit der Sierra de Neiba im Hintergrund

Independencia ist eine Provinz an der Grenze zu Haiti im Westen der Dominikanischen Republik. In der Provinz liegt der Lago Enriquillo, der größte See des Landes. Die Provinz entstand 1950 durch die Abspaltung von der Provinz Bahoruco.

## Wichtige Städte und Ortschaften
- Jimaní, Provinzhauptstadt
- Cristóbal
- Duvergé
- Vengan a Ver
- Boca de Cachón
- La Descubierta
- El Limón